# Sinquefield Cup 2014
El Sinquefield Cup 2014 va ser un torneig d'escacs que va tenir lloc a Sant Louis (Estats Units) entre el 27 d'agost i el 7 de setembre de 2014.
La segona edició va tenir lloc al Chess Club and Scholastic Center de Saint Louis. L'esdeveniment del 2013 va ser el torneig d'escacs més fort que mai s'havia fet als Estats Units, el del 2014 es podia dir que va ser (numèricament) el més fort de la història dels escacs, mesurat en l'actual puntuació Elo dels (aquest cop) sis oponents, tots ells entre els deu millors de la llista d'Elo de la FIDE. Els sis Grans Mestres varen jugar el clàssic control de temps modernitzat de 40 moviments en 90 minuts amb un increment de 30 segons addicionals per cada moviment i jugador, seguit de 30 minuts més per a la resta de la partida, en un torneig round-robin a doble volta. Ara amb sis jugadors presents, Magnus Carlsen, Levon Aronian, Fabiano Caruana, Hikaru Nakamura, Vesselín Topàlov, i Maxime Vachier-Lagrave, significa 10 rondes i 10 partides que varen fer cada participant. D'acord amb la llista d'Elo, els jugadors són actualment els números 1, 2, 3, 5, 8 i 9 del món. Cal destacar que no hi havia cap jugador rus, així com tampoc hi havia l'excampió del món Viswanathan Anand.
El total en premis s'ha incrementat en 315.000$.

## Classificació
| # | Jugador                | Elo  | 01 | 02 | 03 | 04 | 05 | 01 | 02 | 03 | 04 | 05 | Punts | SB    |
| - | ---------------------- | ---- | -- | -- | -- | -- | -- | -- | -- | -- | -- | -- | ----- | ----- |
| 1 | Fabiano Caruana        | 2801 | 1  | 1  | 1  | 1  | 1  | 1  | 1  | ½  | ½  | ½  | 8.5   | 11.75 |
| 2 | Magnus Carlsen         | 2877 | ½  | ½  | 0  | ½  | 1  | ½  | 1  | ½  | ½  | ½  | 5.5   | 8.25  |
| 3 | Vesselín Topàlov       | 2772 | 0  | 0  | 1  | ½  | 1  | 0  | ½  | 1  | ½  | ½  | 5     | 4.75  |
| 4 | Maxime Vachier-Lagrave | 2768 | ½  | 0  | 1  | ½  | 0  | ½  | 0  | ½  | ½  | ½  | 4     | 3.5   |
| 5 | Levon Aronian          | 2804 | ½  | 1  | 0  | 0  | 0  | ½  | ½  | ½  | ½  | ½  | 4     | 3.25  |
| 6 | Hikaru Nakamura        | 2787 | ½  | ½  | 0  | ½  | 0  | ½  | 0  | 0  | ½  | ½  | 3     | 3.0   |
Després de la setena ronda, Caruana havia aconseguit un resultat de 7-0 (set victòries de set partides), que va ser descrit per Levon Aronian com un "èxit històric". Amb unes taules a la vuitena ronda contra Carlsen, ha aconseguit el torneig liderant-lo amb tres punts de marge a falta de dues rondes per acabar.